# Joseph (Khazar)
Yosef ben Aaron fue Kan de los Jázaros durante los años 950 y 960. Yosef fue hijo de Aaron II, un gobernante Jázaro que derrotó una inspirada guerra Bizantina contra Kazaria en numerosos frentes. La esposa de Yosef (o probablemente, una de sus muchas esposas) fue hija del Rey de los Alanos.
Si Yosef fue el Khagan o el Bek de los Jázaros todavía es discutido por los historiadores. Este se describe liderando al ejército Jázaro, lo cual parece vincularlo con el rol de un Bek. Sin embargo, como este no hace referencia a un cogobernante en sus escritos, es posible que en su tiempo el sistema de gobierno de dos reyes ya se hubiera abandonado.
Yosef mantuvo contacto activamente con Judíos de todos los lugares de la diáspora. Contactó por carta con Hasday ibn Shaprut, un rabino de Córdoba, y lo invitó a establecerse en Jazaria. Este también es mencionado en la Carta de Schechter.
Yosef estuvo envuelto en guerras contra la Rus de Kiev y los pechenegos, además de esporádicas luchas contra los Bizantinos en Crimea. Este mencionó que estuvo aliado con los Estados Musulmanes alrededor del Mar Caspio contra los Varegos de Rus y Escandinavia.
Se desconoce el destino último de Yosef. Como la destrucción del Imperio Jázaro por parte de Sviatoslav I de Kiev ocurrió poco después de su correspondencia con Hasday (en 967 o 969), es posible que Yosef gobernara durante la caída del Kaganato.